# Mount Cope (Antarktika)
Mount Cope ist ein kliffartiger Berg in der antarktischen Ross Dependency. Im Königin-Maud-Gebirge ragt er auf der Ostseite der Separation Range bzw. 6 km nordwestlich des Nadeau Bluff an der Westflanke des Canyon-Gletschers auf.
Der United States Geological Survey kartierte ihn anhand eigener Vermessungen und Luftaufnahmen der United States Navy aus den Jahren von 1958 bis 1963. Das Advisory Committee on Antarctic Names benannte ihn 1966 nach Leutnant Ronald P. Cope von der US Nay, der 1963 verantwortlicher Offizier für den Kernkraftwerk auf der McMurdo-Station war.